# Ai! que saudade da Amélia

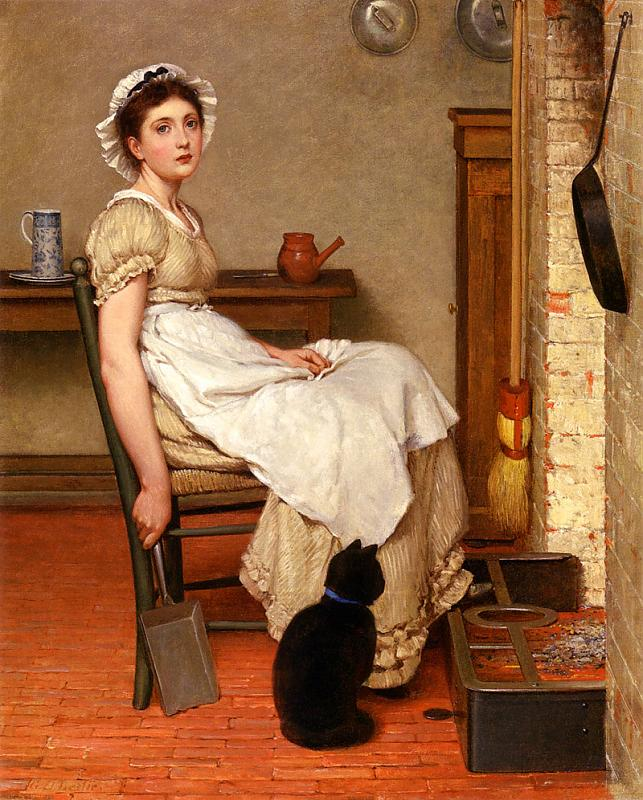
"Amélia" a créé le stéréotype de la femme soumise, résignée et travailleuse comme "idéale" au Brésil.
« Her first place », G. D. Leslie

Ai! que saudade da Amélia (communément appelé simplement "Amélia") est le titre d'une chanson composée par Mário Lago (paroles) et Ataulfo Alves (révision et musique) publiée pour la première fois en 1942 et considérée comme un chef-d'œuvre par l'historien de la musique brésilienne Jairo Severiano. Adelzon Alves a déclaré qu'« avec Amélia, Ataulfo et Mário Lago, ont inscrit leur nom au panthéon des grands immortels de l'Académie de la musique populaire brésilienne » ; la chanson est considérée comme un classique de la samba.
Inspirée par la figure de la servante de la chanteuse de l'époque Aracy de Almeida, la chanson a ancré dans la société un concept d'« amélia » comme femme soumise et compagne de l'homme dans toutes les difficultés, au point qu'elle a été intégrée au vocabulaire du Dicionário Aurélio avec le concept suivant : « Une femme qui accepte toutes sortes d'épreuves et/ou d'embarras sans se plaindre, par amour pour son homme ».

## Historique
La composition a en fait commencé avec le frère de la chanteuse Aracy de Almeida, Aníbal Alves de Almeida, connu par ses amis sous le nom de « Almeidinha » ; selon ses contemporains, il faisait toujours des commentaires lorsque quelqu'un disait quelque chose à propos d'une femme : « Qu'est-ce qui ne va pas, Amélia était une vraie femme. Elle lavait, repassait, cuisinait… », et qu'elle serait une vraie figure — Amélia dos Santos Ferreira — une servante qui aurait servi la famille d'Almeidinha et qui était probablement encore en vie au moment de la sortie de la chanson ; elle vivait dans une banlieue de Rio et devait travailler dur pour subvenir aux besoins d'une dizaine d'enfants. Mário Lago a nié être la personne qui a inspiré les paroles,.
Aracy de Almeida, dans un entretien avec l'écrivain João Antônio publié dans son dernier livre Dama do Encantado en 1996, a raconté une autre version : « Mário devient fou de rage quand je le dis, mais j'ai eu l'idée d'Amélia. Un jour, j'ai suggéré une phrase, "Amélia était une vraie femme", à Wilson Batista. Il a dit qu'il n'avait pas le temps de composer, alors Ataulfo, qui était à proximité, a demandé la phrase à Mário, et la samba a été faite. Et ce n'est pas tout. Je vais même vous donner l'endroit où cela s'est passé : à Leiteria Nevada, sur la Rua Bittencourt da Silva. Au coin se trouvait le Café Nice. "; João Antônio a qualifié la chanson de « samba considérée comme l'un des hymnes nationaux de notre musique populaire » et a précisé que cette divergence d'origine avait déjà été « une cause de dispute entre le chanteur et l'auteur des vers, Mário Lago ».
Selon Mário Lago, lui, Ataulfo, Orlando Silva et Eratóstenes Frazão discutaient au Café Nice lorsque « Almeidinha a commencé à fredonner l'histoire d'une femme solidaire de son homme, qui mourait de faim à ses côtés et trouvait beau de ne rien avoir à manger. Ataulfo et moi avons pensé : cela fait une samba ».
Mário écrit alors les paroles, qu'il transmet à son partenaire pour qu'il les mette en musique ; Ataulfo aurait alors modifié certaines paroles pour les adapter à la composition et ajouté deux couplets - ce qui a révolté Lago, qui a déclaré que ce n'était pas sa production et qu'il ne la signerait pas ; l'impasse a été résolue à la fin de la même année, et ils ont vendu la samba pour enregistrement à l'homme d'affaires Vicente Vitale, Mário ayant payé d'avance.
Les grands chanteurs à qui l'on a demandé d'enregistrer la chanson se sont alors rebiffés : ils ont tous refusé, prétextant que la samba n'était pas carnavalesque ou que les gens n'accepteraient pas les paroles ; c'est donc Ataulfo lui-même qui l'a enregistrée à l'origine, accompagné du groupe Academia do Samba et de Jacob do Bandolim, pour finalement la publier en janvier 1942.
Contrairement à ce que pensaient les chanteurs, la chanson fut un grand succès lors du carnaval de cette année-là ; Darcy Vargas, épouse du président Getúlio Vargas, avait demandé qu'elle soit jouée lors du bal au Théâtre municipal, en présence du cinéaste Orson Welles, enchanté par la composition.

## Analyse
Bien qu'Ataulfo Alves ait déclaré qu'Amélia « symbolise la compagne idéale, qui se bat aux côtés de son mari, en vivant selon ses possibilités, sans exiger ce qu'elle ne peut pas donner », et non une image négative de la femme, l'interprétation dominante parmi ceux qui analysent les paroles est qu'elles sont sexistes, véhiculant l'image d'une femme soumise.

## Impact culturel
En 1978 Elena et Eliane de Grammont ont composé Amélia de Você dont les paroles, bien que disant « Je suis fatiguée d'être Amelia / Sainte et bonne / Qui oublie de pardonner / Ses fautes », conclut-elle, incapable de changer de partenaire, en disant : « Je suis née pour être ton Amelia. ». Eliane était l'épouse du chanteur Lindomar Castilho et a été assassinée par lui trois ans plus tard, en 1981.
En 2009, la chanteuse Pitty a également sorti une chanson qui dialogue avec la composition de Mário Lago et Ataulfo Alves - Desconstruindo Amélia, tirée de l'album Chiaroscuro. Cette chanson est le fruit d'un partenariat entre Pitty et le guitariste Martin Mendonça.
En 2018, la chanson Não Necessita Ser Amélia, de Bia Ferreira, sur le traite des questions sociales et du féminisme noir.